# Erding
Erding (bajor nyelvjárásban: Arrdeng vagy Arrding) egy felső-bajorországi város, egykori hercegi rezidencia. A város az azonos nevű kerületben (melynek egyúttal székhelye is), Münchentől északkeletre, Landshuttól pedig délnyugatra, egyaránt 36 km távolságra fekszik.
Egy 2004-es felmérés szerint Erding 34 795 fős lakosságával, Németország egyik legdinamikusabban fejlődő kerületében található, melyben fontos szerepe van a közelben működő Müncheni repülőtérnek is.

## Földrajz

Erding helyzete Erding kerületen belül

Erding München központjától kb. 40 km-re északkeleti irányban található. Tengerszint feletti magassága 463 m. Az Erdingi-lápon (Erdinger Moos) található a Müncheni Franz Josef Strauß repülőtér, mely a közeli Freising városától 5 km-re délkeletre, Münchentől pedig kb. 39 km-re észak-északkeletre és Erdingtől kb. 14 km-re észak-északnyugatra fekszik.
Erding három főbb városrésze: Erding, Altenerding és Langengeisling. Altenerding és Langengeisling korábban önálló települések voltak, és Erdingnél sokkal korábban jöttek létre.
Erding a Sempt, az Isar egyik kis mellékfolyójának partján fekszik. A Sempt nyugatról, míg a belőle kiágazó Fehlbach pedig keletről határolja az óvárost.
A település területe 5458 hektár, ebből a beépített és a közlekedésre használt terület 1436 hektár. Az összterületből 669 hektár az épületeknek fenntartott terület. 27 hektárt tesz ki az ipari terület, melyből 8 hektár kitermelési övezet. A szabadidős céllal hasznosított területek nagysága 72 hektár, ebből 41 hektár parkosított. A közlekedési hálózat 669 hektáros összterületéből az utak és terek 271 hektárt tesznek ki. A mezőgazdasági terület 3663, az erdők 195, a vizek 125, az egyéb módon felhasznált területek pedig 38 hektárt foglalnak el.

## Történelem

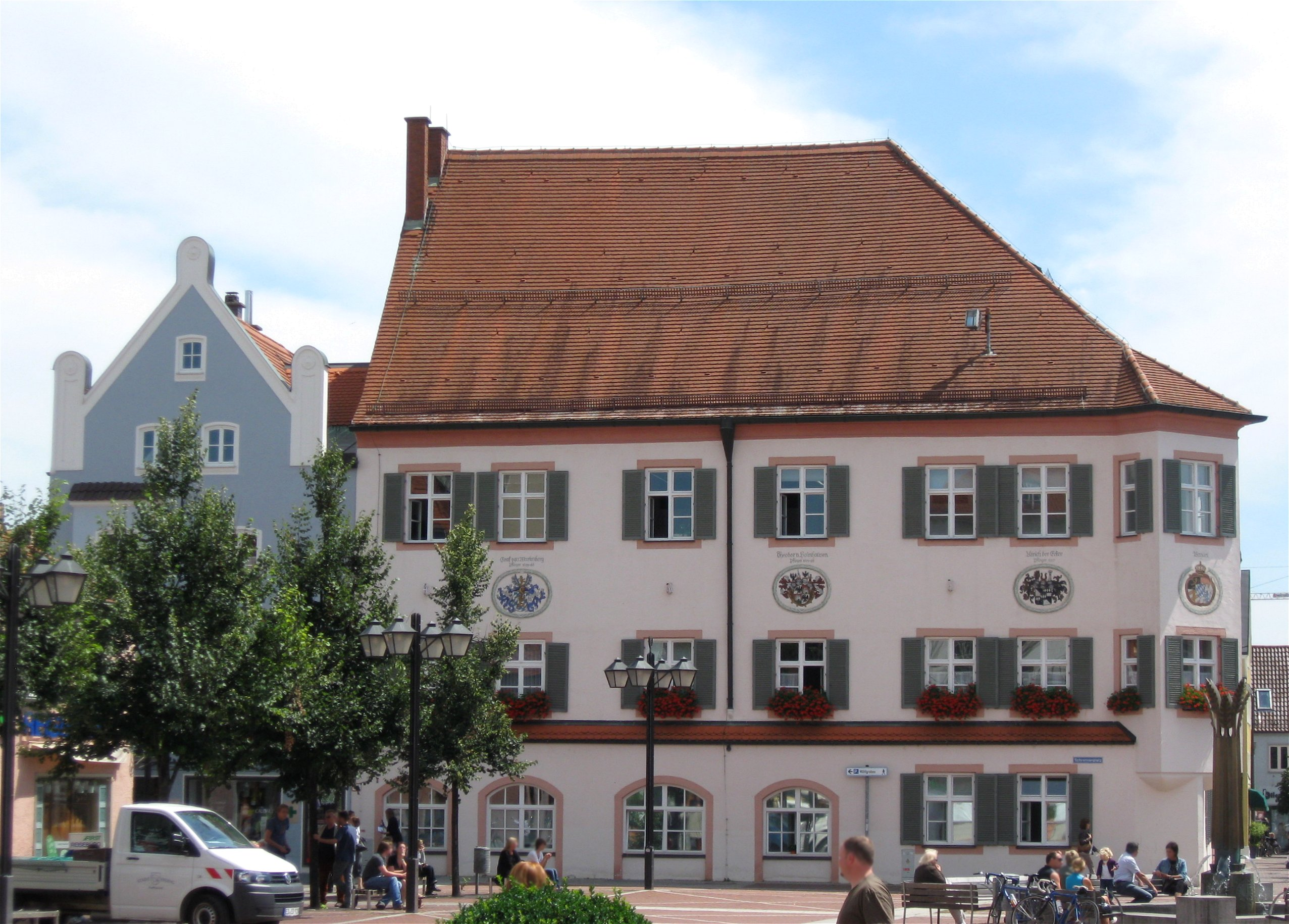
Városháza

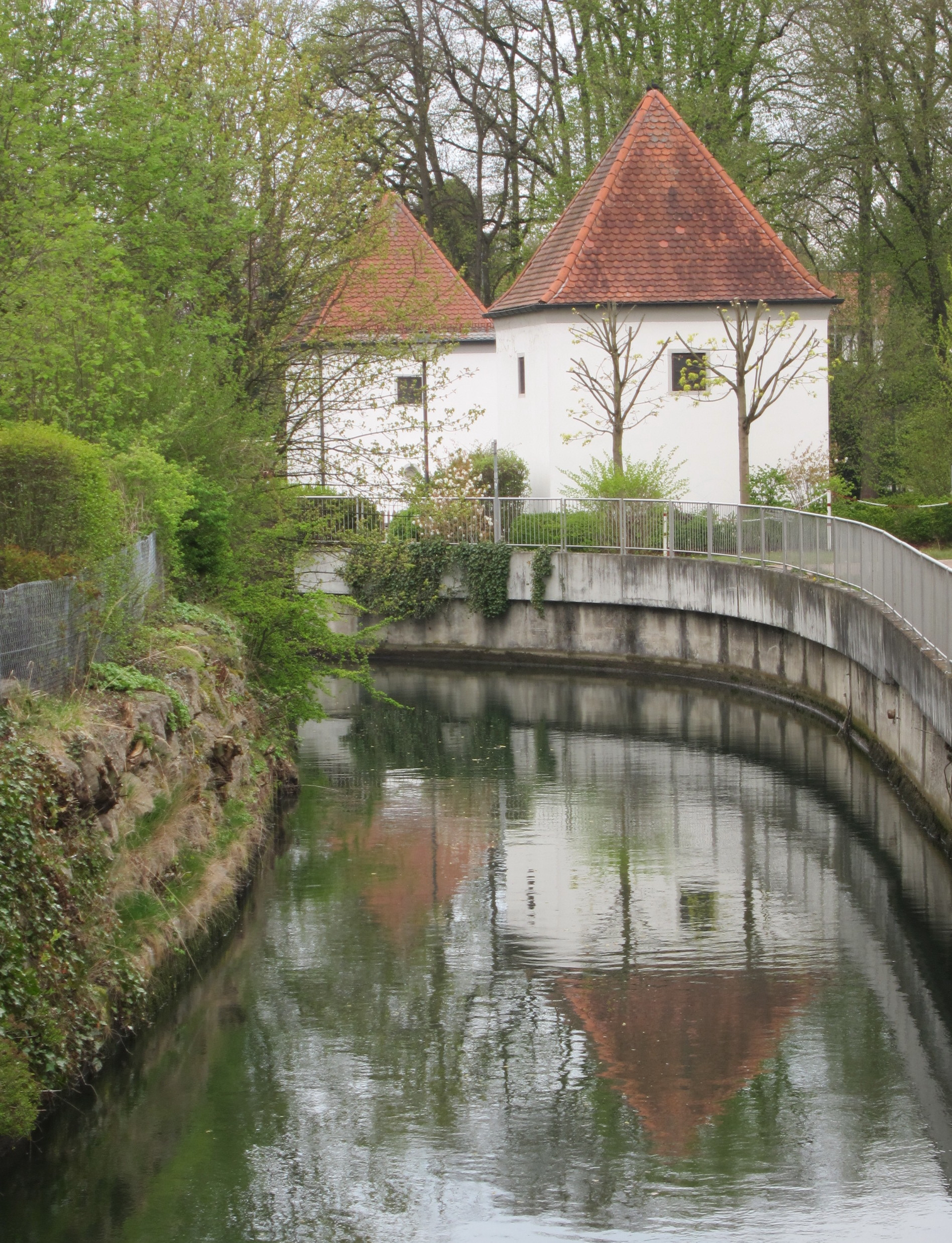
Védőbástyák és városfal a Sempt mentén

A város mai területén (a jelenlegi Klettham városrész helyén) már 500 körül megtelepedtek a bajorok. Altham városrészt először 742-ben említik a források, amikor az Agilolfingok egyik tagja Althamot a benediktbeuerni kolostornak ajándékozta. 788-ban már Ardeoingas települést (Erding akkori megfelelője) is megemlítik Langengeislinggel (883) és Kletthammal (930) egyetemben. 891-ben Arnulf király az ott található királyi udvart a salzburgi káptalannak adományozta.
1228-ban I. Kelheimeri Lajos bajor herceg városi jogokat adományozott a településnek. Erdinget, a „hercegi várost” a Schongau-München-Landshut útvonalon, hercegi erődítménynek létesítették, mely a Freisingi Püspökség erejét hivatott ellensúlyozni. Az óváros körteformájú alakja a várost keletről határoló Semptnek és nyugatról határoló, mesterségesen mélyített Fehlbachnak köszönhető, melyek vízi erődítményhez hasonlóvá tették a települést. A falak, árkok és töltések egy része még ma is fennmaradt.
Az óváros központjában található a város wittelsbachi 13. századi újjáalapításnak legjellegzetesebb ismertetőjegye. A nagyjából 400 m hosszan húzódó észak-dél tengely, mely a Schrannenplatztól északra a Hosszú sor (Lange Zeile) nevet viseli, és egykor utcai piac volt. Nyugat-keleti irányba haladva ez a tengely egy utcasor, melynek középpontjában a Schrannenplatz található. Az egykori négy városkapuból (nyugaton: Müncheni kapu; északon: Freisingi kapu; délen: Haagi kapu) már csak a keleti és egyben a legnagyobb, a Landshuti kapu (vagy Szép torony) maradt meg.
Később a stratégiai jelentősége megnőtt a városnak, és olyan rangos kereskedelmi központtá vált, ahol marha- és gabonavásárokat tartottak.
Amikor a Wittelsbachok először felosztják uralkodási területüket, Erding Alsó-Bajoroszághoz (Niederbayern) kerül, ahová egészen a 19. századig tartozik. 1300 után, központi részen épült meg a város jelképének számító várostorony (Stadtturm).
1503-ban a Bajor örökösödési háborúban IV. Albert bajor herceg elfoglalja Erdinget. Az örökösödési háború végeztével Felső- és Alsó-Bajorország 1506-ban újraegyesül. A salzburgi káptalantól időközben visszaszerzett altenerdingi birtokot a Haagi Grófság Johann Jakob Fuggernek adta el.
A Harmincéves háború alatt Erdinget kétszer (1632 és 1634) is elfoglalták, kifosztották és felégették a svéd csapatok, de a horvát csapatok sem kímélték a várost. Ennek következményében éhínség és pestisjárvány tört ki 1634-ben. 1648-ban Wrangel tábornok főhadiszállása lett a várost. A lakosság többsége a környékbeli, még megszállatlan településekre menekült (Wasserburg am Inn, Traunstein). Amikor a császári seregek, Piccolomini tábornagy vezetése alatt Vilsbiburg és Geisenhausen felől előrenyomultak Erding irányába, a várost gyújtogatás áldozatává vált. A harmadik újjáépítést egy külön bevezetett söradóból finanszírozták.
Miután az osztrák örökösödési háború alatt, 1741-ben pandúrok és horvátok dúlták fel a várost, 1772-ben egy nagy tífuszjárvány tört ki.
A 19. században a város elindul a fejlődés útján a gabonakereskedelemnek és a textiliparnak köszönhetően. A napóleoni háborúk alatt, főként 1800-ban, a hohenlindeni csatában arra kötelezték a várost, hogy katonákat toborozzon. 1872-ben a város bekerül az ország vasúthálózatába.
A világháborúk a várost sem kímélték. Mivel 1935-36-ban katonai reptér létesült a város mellett, az amerikai légierő gyakran bombázta a környéket. 1945. május 1-jén, az áprilisban még bombázott várost harcok nélkül átadták az amerikai csapatoknak.
A mai közigazgatási értelemben vett város 1978. május 1-jén jött létre, amikor az addig önálló Erding, Altenerding és Langengeisling községek egyesültek.

## Népesség
Erdingben kb. 35 000 fő él. A nők átlagéletkora 41,7, a férfiaké pedig 39,7 év. Előbbiek száma 1050-nel több, mint utóbbiaké (49,3% férfi és 50,7% nő). 5186 erdingi lakos (14,8%) 65 évnél idősebb (ebből 41% férfi, 59% nő). A lakosság 20,3%-a 18 évnél fiatalabb.
A 101 különböző nemzetiséget képviselő 3968 bevándorló (a lakosság 11,3%-a) nemi megoszlása a következő: 50,3% férfi, 49,7% nő. Házastársi kapcsolatban 45,4% él, egyedülálló 42,0%, elvált 6,9% és özvegy 5,7%. 11 férfi és nő életközösséget alkotva él.
Az egykori városfalakon belül, az óvárosban 815 személy él (418 férfi, 397 nő), a bevándorlók aránya itt 20,1%.
Erdingben egy kis magyar közösség is él, mely gyermekeinek heti egy alkalommal magyar nyelvű óvodai és iskolai foglalkozást, illetve rendezvényeket szervez.

### Népesség alakulása
Erding népességének alakulása, beleértve az 1978-ig független Altenerding és Langengeisling településeket is. Külön Erdingnek 1875-ben 2755 lakosa volt, 1978. május 1-jén Erdingben 10 450, Altenerdingben 11 048 és Langengeislingban 1923 személy lakott.
| Év          | Népesség | Megjegyzés                                                |
| ----------- | -------- | --------------------------------------------------------- |
| 1840.12.01. | 4046     |                                                           |
| 1871.12.01. | 5278     |                                                           |
| 1900.12.01. | 6109     |                                                           |
| 1925.06.16. | 6944     |                                                           |
| 1939.05.17. | 10 736   | A Fliegerhorst Erding katonai reptér megépítése 1935 után |
| 1950.09.13. | 13 760   |                                                           |
| 1961.12.31. | 19 023   | Más országokból kitelepített németek bevándorlása         |
| 1970.12.31. | 20 963   |                                                           |
| 1987.12.31. | 23 933   |                                                           |
| 1990.12.31. | 25 147   |                                                           |
| 1996.12.31. | 28 406   | A Müncheni repülőtér megnyitása (1992)                    |
| 1998.12.31. | 29 571   |                                                           |
| 2000.12.31. | 31 165   |                                                           |
| 2002.12.31. | 32 045   |                                                           |
| 2004.12.31. | 32 953   |                                                           |
| 2005.12.31. | 33 017   |                                                           |
| 2006.12.31. | 33 500   |                                                           |
| 2007.12.31. | 33 821   |                                                           |
| 2008.12.31. | 34 020   |                                                           |
| 2009.12.31. | 34 410   |                                                           |
| 2010.12.31. | 34 514   |                                                           |
| 2011.12.31. | 34 795   |                                                           |

Forrás: Bajor Statisztikai és Adatfeldolgozási Hivatal

## Vallás
A lakosság többsége római katolikus (52,1%), 13,5% evangélikus, 1,0% más keresztény felekezet tagja (Evangélikus Szabadegyházak Szövetsége, Testvérek Egyháza, Hetednapi Adventista Egyház) A városban egy ókatolikus közösség is működik, mely istentiszteleteit a Szentlélek-kápolnában tartja. A népesség 33,4%-a nem tartozik egyetlen egyházhoz sem.
A városban neoprotestáns közösségek is alakultak (pl. Jehova Tanúi), illetve egy iszlám központ is működik.

## Címer és zászló

Erding címere

A város címerében, ezüst mezőben átlósan elhelyezett kék ekevas látható. A 13. század végéről fennmaradt beszélő címer a város földdel (németül: Erde) kapcsolatos nevére és a földmunkákra utal. A címert 1303-tól lenyomat formájában is ismert. Újabb kutatások azonban kapcsolatot fedeztek fel a rég feledésbe merült kelta „Ard” (ekevas) szó és a helyi nyelvjárás városmegnevezése (Arrding) között. A számtalan címerábrázolás 1523 óta egységes színeket mutat, az ekevas pedig szinte kivétel nélkül átlósan van elhelyezve.
Erding és a közeli Dorfen címere már Philipp Apian és Hans Mielich 16. századi ábrázolásaiban is előfordult. A város mai címerét 1978-ban hivatalosan is megerősítették.
Erding zászlaja 1963 óta három egyenlő szélességű, fehér, kék és fehér vízszintes sávból áll.

## Katonai létesítmények
1935-ben a várostól északkeletre létesült a Fliegerhorst Erding katonai repülőtér.
A város területén jelenleg is működik egy légierő-karbantartó egységnek, egy repüléstechnikai központnak és egy anyagraktárnak is otthont adó katonai támaszpont. Északon, Langengeisling városrész mellett működik egy katonai kutatóintézet (Wehrwissenschaftliches Institut für Werk- und Betriebsstoffe). A 2011-ben megkezdett honvédségi reformoknak köszönhetően 2019-re a Fliegerhorstot bezárják, a kutatóintézet azonban tovább üzemel majd a településen.

## Politika
2008. szeptember 23-án Németország Kormánya „A változatosság települése” címet ajándékozta a városnak. Az indoklásban megemlítik, hogy a településen már hagyománya van a Tolerancia Napjai című kulturális rendezvénynek, melyet polgárok mellett a helyi hatóságok, a pártok és a sajtó is támogatják.

### Városi tanács
A 2008-as helyhatósági választásokon 54,1%-os részvételi arány mellett a következő eredmények születtek:
| Párt          | CSU   | Független Választói Közösség | SPD   | Zöldek | Ökológikus Demokratikus Párt | Republikánusok | FDP | Erding Jetzt | Összesen |
| Mandátum      | 15    | 8                            | 6     | 3      | 2                            | 1              | 1   | 4            | 40       |
| Szavazatarány | 37,8% | 19,4%                        | 14,0% | 7,2%   | 5,4%                         | 3,0%           | 2,8 | 10,4         | 100%     |

### Polgármester
- 194600000: Max Lehmer (CSU) (1946. március 23. – 1946. szeptember 1.)
- 1946–1948: Max Kraus (CSU)
- 1948–1966: Hans Schmidmayer (SPD)
- 1966–1977: Alois Schießl (CSU)
- 1977–1990: Gerd Vogt (CSU)
- 1990–2008: Karl-Heinz Bauernfeind (Független Választói Közösség)
- 2008–00000: Maximilian Gotz (CSU)

## Gazdaság és infrastruktúra

### Közlekedés
Kedvező földrajzi helyzetének köszönhetően Erding több útvonalon is megközelíthető:
- Autópályán: A9 (München–Nürnberg), A92 (München–Deggendorf), A8 (Salzburg–Stuttgart)
- Országúton: Bundesstraße 11 (München–Landshut), Bundesstraße 15 (München–Rosenheim), Bundesstraße 388 (München–Passau)

A müncheni tömegközlekedést bonyolító München Közlekedési és Tarifa Szövetség (Münchner Verkehrs- und Tarifverbund, MVV) hálózatát és a várost a müncheni S-Bahn 2-es vonala köti össze. A 36,5 km hosszú szakaszon nagyjából 50 perc alatt lehet eljutni a Müncheni Főpályaudvarra. A vonatok a Markt Schwaben–Erding és a München–Mühldorf vonalon jutnak el a München Keleti pályaudvarra. A helyi vasútállomás mellett található a központi buszpályaudvar, és egy taxibusz-hívó rendszer is működik a településen.

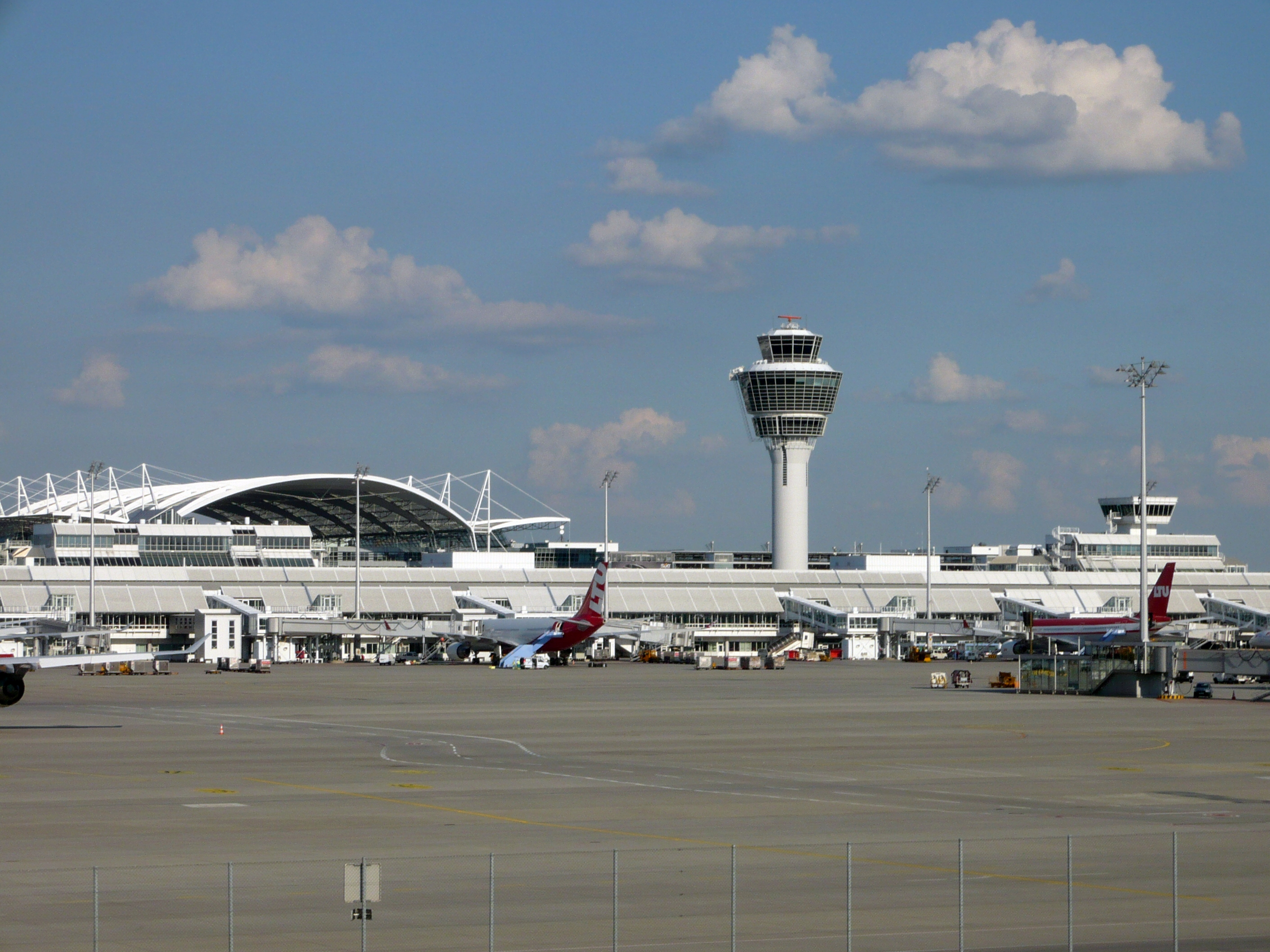
A Müncheni repülőtér 1-es terminálja

A város vonzáskörzetében fekszik a Franz Josef Strauß repülőtér is, mely München nemzetközi légikikötője.

### Sajtó
Erdingben rendszeresen megjelenő sajtótermékek:
- Erdinger Anzeiger – napilap, a Münchner Merkur helyi kiadása
- Erdinger SZ – napilap, a Süddeutsche Zeitung helyi kiadása
- Wochenblatt Erding, Hallo Erding, Sempt Kurier – hetente megjelenő hirdetőújságok
- Quax – negyedévente megjelenő kiadvány a Fliegerhorst reptéren dolgozó katonáknak, alkalmazottaknak
- „Ein Leben in Erding” (Élet Erdingben) – egy 2007-es Podcast Award-díjas podcast és blog
- Rockantenne – helyi kereskedelmi rádió

### Helyi vállalkozások

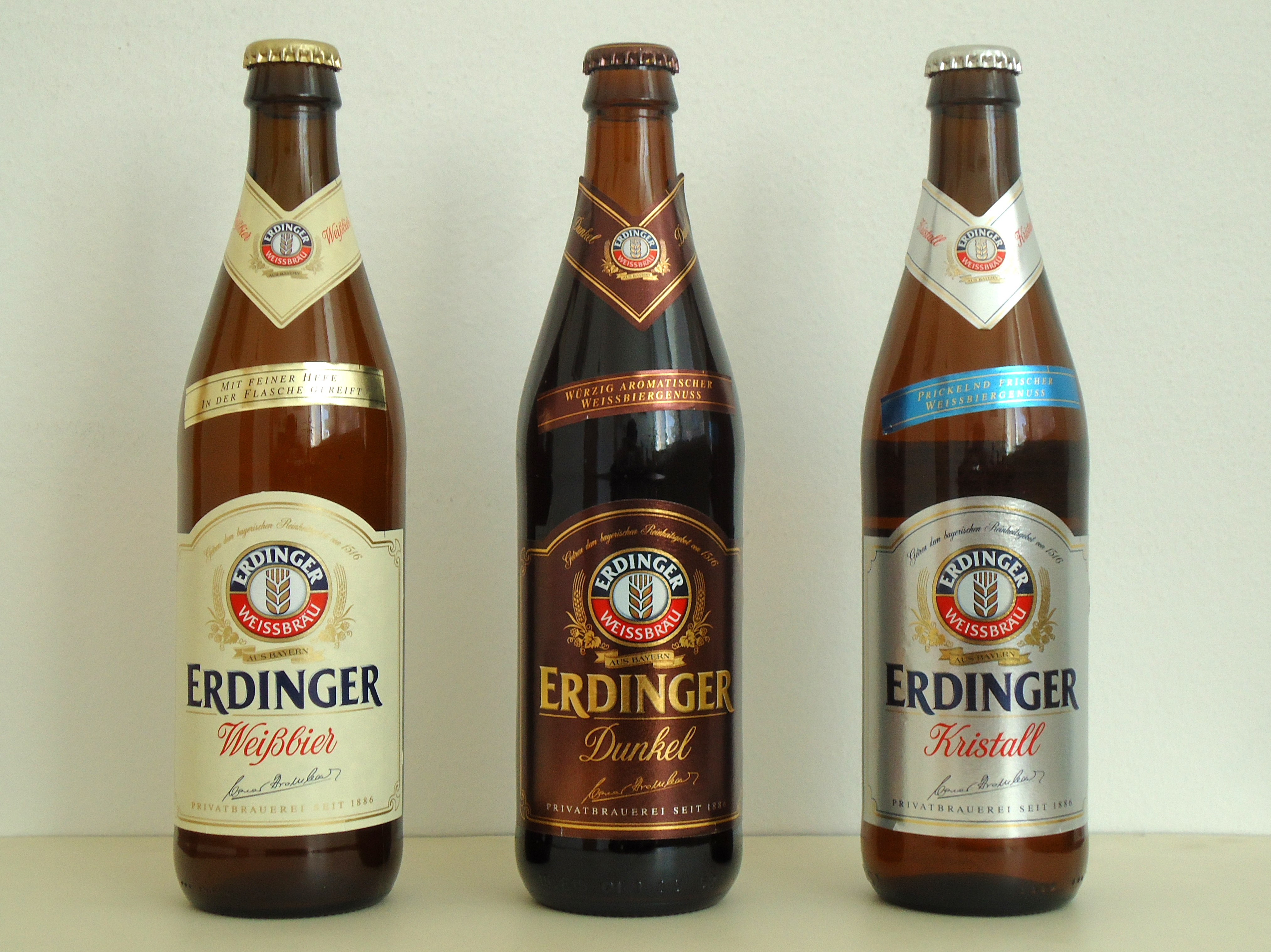
A város híres söre

- alpha GmbH – film- és zeneforgalmazó
- Amadeus – CRS helyfoglalási rendszert működtető vállalat
- Anton Riemerschmid – szeszesital-gyártó
- ERDINGER Weißbräu – sörfőzde
- Fischer Alapítvány Sörfőzdéje (Az Erdinger Weißbräu tulajdonában) – sörfőzde
- General Logistics Systems – logisztikai vállalat
- Therme Erding – wellness- és élményfürdő
- Wolfra – gyümölcslé-gyártó
- Az 1970-es évek kezdetéig működött a városban az Erdingi Harangöntöde
- Auragentum GmbH – nemesfém-kereskedő vállalat

### Hatóságok
Erdingben található a Kerületi Bíróság, mely a Landshuti Tartományi Bírósághoz és a Müncheni Tartományi Főbírósághoz tartozik.
A Kerületi Bíróság mellett működik az Erdingi Büntetés-végrehajtási Intézet (Justizvollzugsanstalt Erding).

### Oktatási intézmények

#### Általános oktatási intézmények
Kerületi székhelyként Erding kiterjedt oktatási kínálattal rendelkezik.
A városban 6 általános iskola (Grundschule) (Grünen Markt Általános Iskola, Lodererplatzi Ált. Isk., Kletthami Ált. Isk., altenerdingi Carl Orff Ált. Isk., Ludwig Simmert Anger Ált. Isk., Langengeislingi Ált. Isk.), két gimnázium (Gymnasium)(Anne Frank Gimnázium és Korbinian Aigner Gimnázium), két reáliskola (Realschule) (München-Freisingi Egyházmegye „Szent Vér” Leányiskolája, Erdingi Taszilo), két középiskola (Hauptschule) (Dál-altenerdingi Középiskola és Lodererplatzi Középiskola), egy speciális tanintézmény (Katharina Fischer Iskola), egy katolikus magániskola (Szent Miklós Isola), egy szakiskola (Dr. Herbert Weinberg Szakiskola és Berufliche Oberschule Erding) és egy egészségügyi szakiskola működik.
2004. októbere óta egy költségtérítéses főiskola is működik a településen, ahol alkalmazott menedzsmentet lehet tanulni.

#### Erdingi Népfőiskola
A népfőiskola (Erdinger Volkshochschule) 2005 óta saját épülettel rendelkezik, és változatos kínálattal és kurzusokkal (számítástechnikai, kultúra-, bölcsészet- és társadalomtudományi, zenei, egészségügyi, szabadidős) várja diákjait.

#### Óvodák
- Gyermeksziget Waldorf-óvoda (Kinderinsel)
- Szent Antal Városi Óvoda
- Kéz a kézben AWO-Gyermekotthon (Hand in Hand)
- Mesehold AWO-Óvoda (Märchenmond)
- Caritas Óvoda és Iskola (Klettham)
- Szent Vince Katolikus Óvoda (A kletthami Szent Vince-plébániához tartozik)
- Szent János Katolikus Óvoda (Az erdingi Szent János-plébániához tartozik)
- Szent Ferenc Katolikus Óvoda (Az erdingi Szent János-plébániához tartozik)
- Szent Márton Katolikus Óvoda (A Langengeislingi Szent Márton-plébániához tartozik)
- Altenerdingi Katolikus Óvoda
- Evangélikus Óvoda
- Gyermekország Óvoda (Kinderland)
- Lange Feldstraße Óvoda és Iskola
- Montessori Gyermekotthon
- Montessori Children's House (kétnyelvű óvoda)

#### Erdingi tanulók sikerei
2005-ben az Anne Frank Gimnázium három diákja miután megnyerték Németország legfontosabb Go-tornáját, Japánban megrendezett világbajnokságon képviselték a német színeket.

## Kultúra és látnivalók

### Színház
Az Erdingi Városi Csarnok (Stadthalle Erding), mely egy modern, többfunkciós rendezvénycsarnok, 1984 decemberében lett felavatva. Itt kerülnek bemutatásra a különböző opera-, operett-, színház- és kabaré-előadások.
Az Altenerdingi Népi Színjátszókört (Volksspielgruppe Altenerding) 1920-ban alapították, műsorában pedig többnyire bajor környezetben játszódó darabok találhatóak. Előadásaik fénypontja az 1978 óta öt-hét évente bemutatott „Svéd színjáték”. A színjáték a Szép torony szomszédságában, szabad ég alatt zajlik, a Grünen Markt-on ezalatt pedig az úgynevezett „Svéd tábor” található, melyet egy sörkerttel egészítenek ki. Az esemény történelmi hátterében a svéd csapatok 1632-es várospusztítása áll.
A vasútállomáshoz közel egy Cineplex-mozi található, melyben több vetítőterem várja a nézőket.

### Zene
Az Erdingi Filharmónia és az Erdingi Kamarazenekar koncertjeit rendszerint a Városi Csarnokban tartja. Emellett az Erding-kerületi Zeneiskola (Kreismusikschule Erding) is számos rendezvényt szervez.
Az évente megrendezésre kerülő Erdingi Orgonahétnek a Keresztelő Szent János-templom ad otthont. Az ugyancsak évente, nemzetközi előadók fellépésével megrendezett Jazz Napok, illetve az Európa Napok állandó eseménynek számítanak a város kulturális életében. 2010 óta rendszeresen megrendezésre kerülnek az Erdingi Népzenei Napok (Volksmusiktage Erding), melynek fontos eleme a hagyományos bajor öltözetek viselése.
A városi fúvószenekar repertoárjában hagyományos fúvószene, klasszikus zene és modern könnyűzene egyaránt szerepel.
A Johannesbläser Erding egy négy trombitásból, két harsonásból és egy tubásból zenekar, melyet a Szent János-plébánia alapított, és főként klasszikus, illetve egyházi zenét játszanak.
Több évtizedes múltra tekint vissza az Altenerdingi Kórus, melyet 1949-ben férfikórusként alapítottak, majd két évvel később vegyes kórussá alakult.
2005 óta minden év júniusában a Sepp Brenninger Stadionban megrendezik az Open Airding zenei fesztivált. A helyi fiatalok által szervezett rendezvényen helyi és környékbeli zenekaroknak biztosítanak fellépési lehetőséget.

### Múzeumok

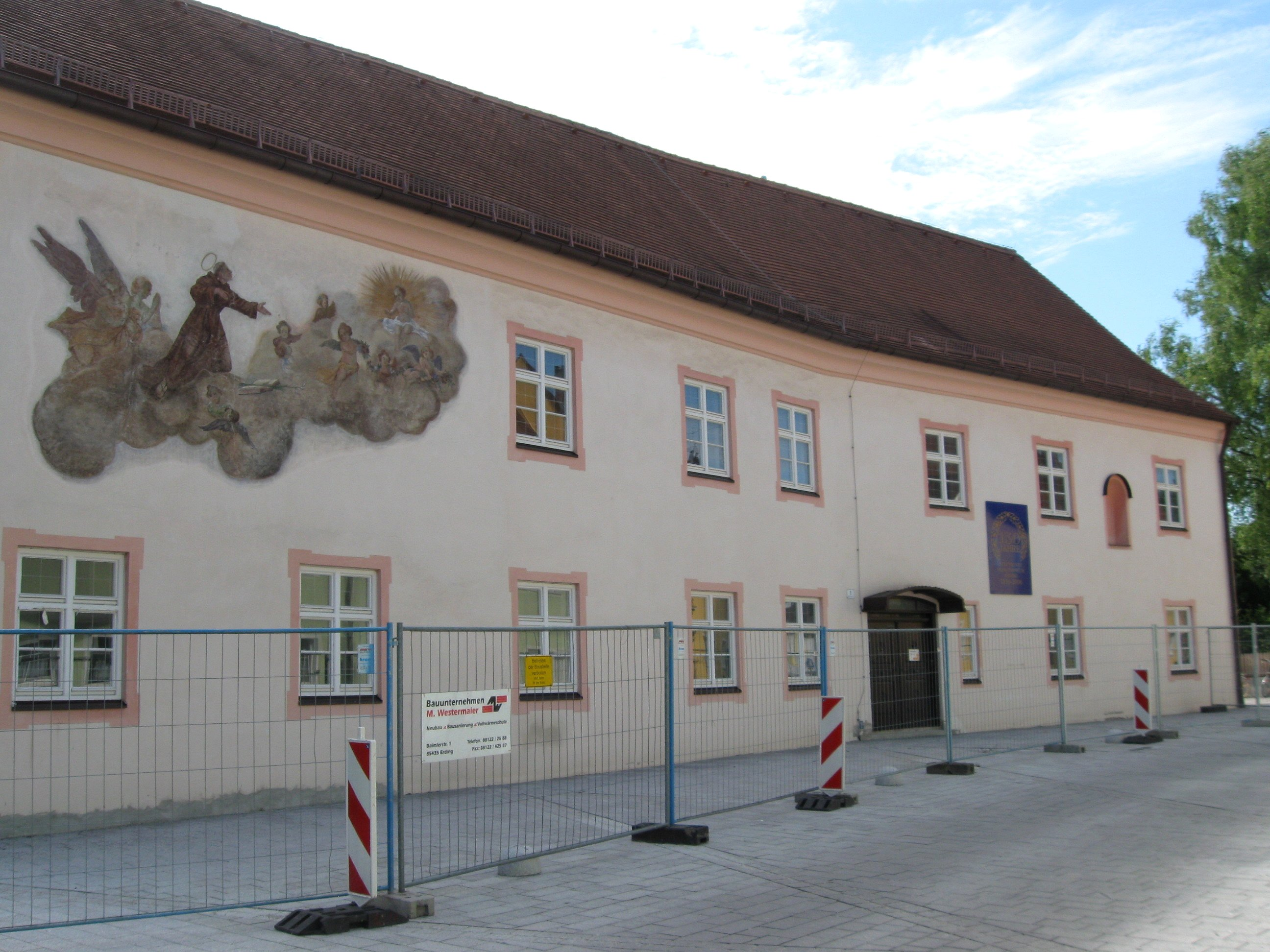
Az Erdingi Múzeum épülete

Az Erdingi Múzeum a város és a környék történetét mutatja be. Jelenleg az egykori Szent Antal-kórház és gyermekotthon (Antoniusheim) műemlék épületében működik, melyben 1986-ban költözött. A múzeumot 1856-ban alapították, és több mint 50 000 tárgy van a tulajdonában.
A múzeumot 2010 júniusában egy futurisztikus, aranyszínű lemezekkel borított épületszárnnyal bővítették ki. A belépő látogatót egy képekkel díszített fal fogadja, mely az erdingi hétköznapokat mutatja be. A 100 m² területű kiállítás végigvonul az előcsarnokon, egészen a kiállítótermekig, megjelenítve az elmúlt 50 év arcait, építményeit és eseményeit. A kb. 1800 darab fotó is része az „élő múzeum” koncepciónak, mely minden kiállításban visszaköszön, a látogatók a tárlatok interaktív részét is megtekinthetik.
Az „Erdingi kézművesség” című tárlat betekintést nyújt a rég és az új mesterségekbe, vállalkozásokba. Az egykori harangöntőkről szóló tárlaton a látogatók is kipróbálhatják a harangjátékot is.Az ős- és várostörténetről, a népi vallásosságról és a hétköznapokról szóló kiállításokat folyamatosan gondozzák, illetve közszemlére teszik.
Az Erding-kerületi Szabadtéri Múzeum (Freilichtmuseum des Landkreises Erding) a környék és a város egykori paraszti életet mutatja be.

### Templomok

#### Római katolikus
- Keresztelő Szent János-templom
- Szentlélek-kórház temploma (1444-ben épült, 1688-ban barokk stílusban átépítették)
- Szent Pál-templom a temetőben
- Szent Márton-templom (Langengeisling)
- Keresztelő Szent János-templom (Langengeisling)
- Szent Benedek-templom (Altham)
- Szent Egyed-templom (Eichenkofen)
- Angyali üdvözlet-templom (Altenerding)
- Szent Vitus-templom (Itzling)
- Szent Márton-templom (Indorf)
- Szent György-templom (Pretzen)
- Szent Vér-zarándoktemplom
- Szent Vince-templom

#### Evangélikus
- Megváltó-templom (Erlöserkirch)
- Krisztus-templom (Christuskirche)[21]

#### Egyéb
- Szabad-keresztény Gyülekezet
- Evangélikus Szabadegyház

### Jelentős építmények

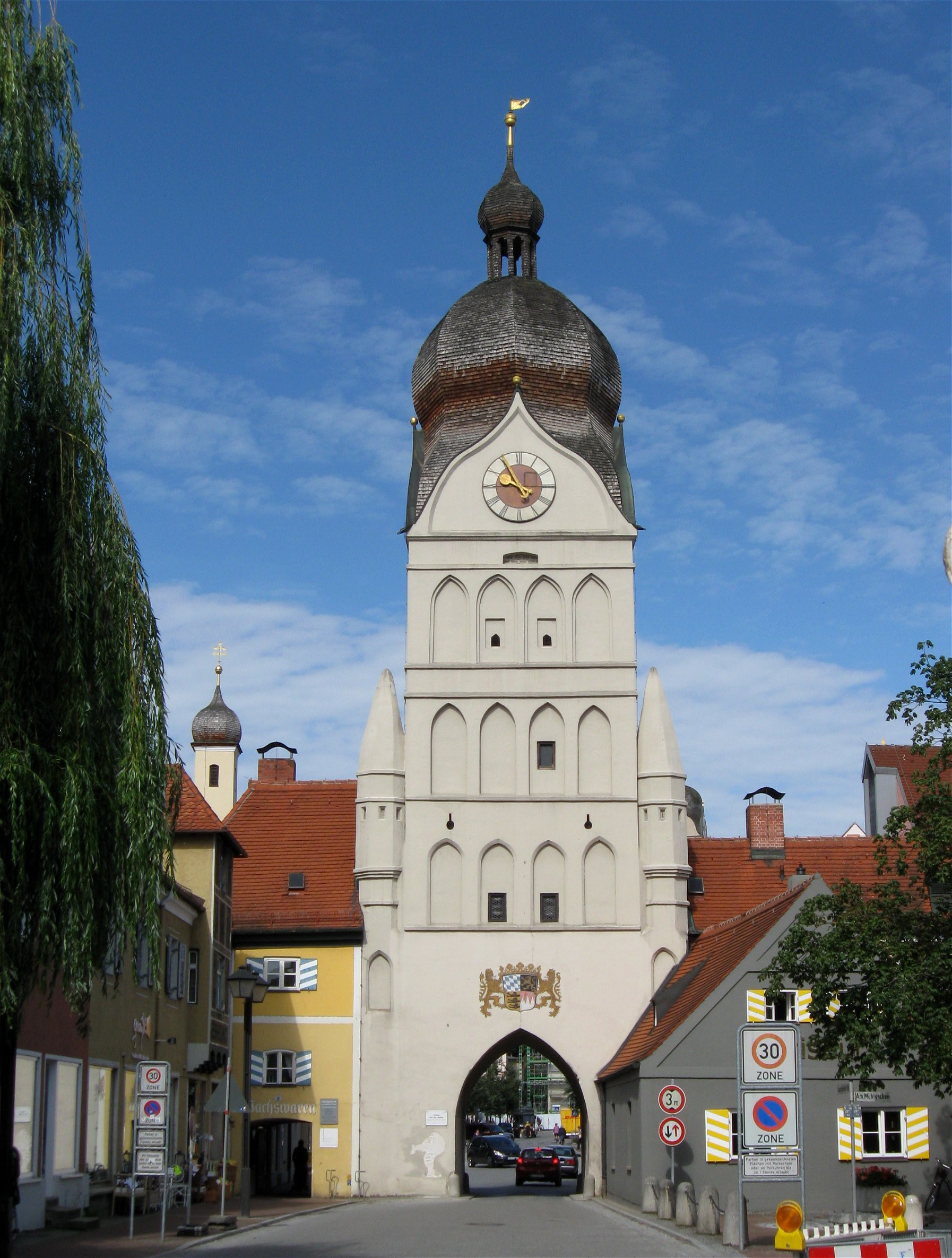
A Szép torony (vagy Landshuti kapu)

- Várostorony (Stadtturm) a toronyőr szobájával. A Keresztelő Szent János-templom harangtornyaként is szolgál. 14. század második felében épült.
- Szép torony vagy Landshuti kapu (Schöner Turm, Landshuter Tor), 15. századi téglaépület, kupolája 1660 és 1664 között készült.
- Schrannenhalle, egy háromszintes, kontyolt tetős, árkádsoros, neogótikus épület 1866-ból.
- A Von Preysing grófok egykori városi rezidenciája, az úgynevezett Grafenstock, melyben jelenleg a Városházaként használják. A 17. századi háromszintes, kontyolt tetős épületet díszes ajtókoronák és sarokerkély díszíti.
- Az egykori Miasszonyunk-templomból kialakított Frauenkircherl, melyet eredetileg egy késő 14. századi, háromhajós, hagymakupolás bazilikából alakítottak át 1802-ben előbb tűzoltóházzá, majd később városi kulturális központtá. Tornyában található az erdingi harangjáték (Erdinger Glockenspiel).
- Egykori Szentlélek-kórház, egy háromszintes nyeregtetős épület, széles kapuval a 15. század közepéről (homlokzata a 17. századból).
- Az 1250 körül épült, a 15. században felújított, majd 1789 után részben lebontott városfalak maradványai a Szentlélek-udvarban (Heiliger-Geist-Hof).
- Az egykori bástyák (Pfändnerturm, Stadtmauertur vagy Schuldturm) négyszögletű épületeinek maradványai a 15. századból.
- „Fogadó a Postához” (Gasthof zur Post), egy nagy, kétszintes, kontyolt tetős sarokház 1692-ből (homlokzat és kapu 1816-ból).
- Számos polgárház a 17-18-19. századból, melyek együtt alkotják az óvárosi épületegyüttest. (különösen figyelemre méltóak az erkélyek és a faragott díszek, pl. a Lange Zeile 28. szám alatti 17. századi faragás Krisztust mint kertészt ábrázolja).
- Widnmann-Palais, a Widnmann-bárók egykori palotája, egy kétszintes, kontyolt tetős klasszicista épület 1782-ből.
- Az egykori Widnmann-palotához tartozó kerti pavilon, egy kétszintes építmény, kontyolt manzárdtetővel 1782-ből.
- Az egykori Szent Antal-kórház és gyermekotthon (Antoniusheim), mely jelenleg az Erdingi Múzeum épülete. A kétszintes, nyeregtetős, falfestményekkel és Mária-szoborral díszített a 18. században épült.
- Rivera-Palais, egy kétszintes lakóépület magas oromzattal, szobordíszekkel, melyet Giovanni Antonio Viscardi olasz építész épített 1712-ben.
- Adóhivatal, egy kétszintes épület, kontyolt manzárdtetővel és gazdag neoklasszicista körvonalakkal 1899-ből.
- Kerületi Bíróság, egy kétszintes neobarokk homlokzatú, kontyolt manzárdtetős épület 1901-ből.
- Fali kápolna az egykori kapucinus kolostor (1697-1803, ma Közélelmezési, Mezőgazdasági és Erdészeti Hivatal) kertjében, melyet 1984-ben állítottak helyre.
- A berghami Herderhaus, melyet 1650-ben építettek, az egyetlen megmaradt nádfedeles pásztorház a város területén.

### Szabadidős létesítmények

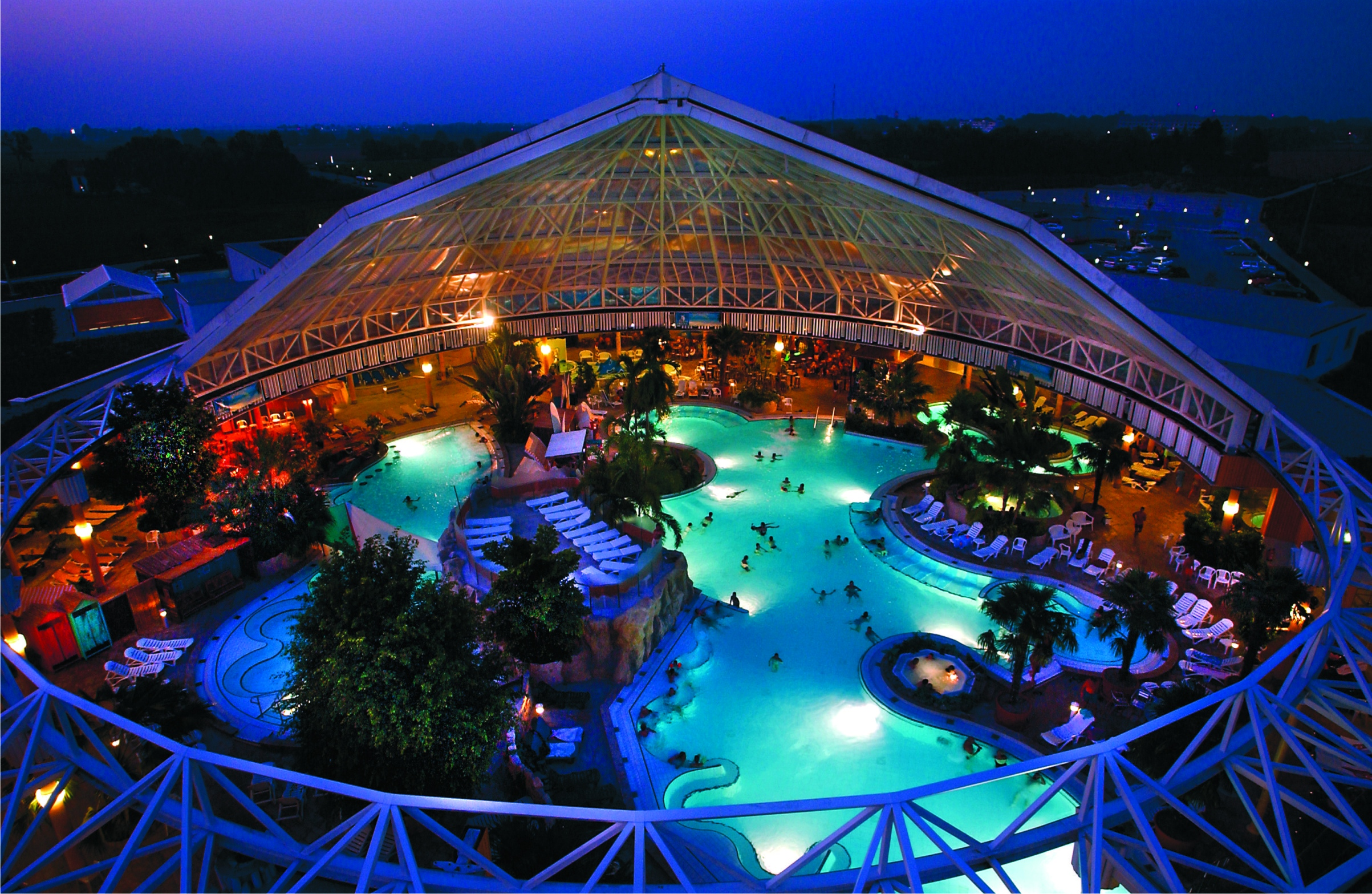
Az erdingi termálfürdő éjszakai megvilágításban

A városi park története 1822-ig nyúlik vissza, amikor báró Walter von Grainger és Franziska von Grainger egy angolparkot létesített. 1861-ben egészen a folyóig, majd más irányba is tovább bővítik a park területét. 1877-től a Szentlélek Alapítvány tulajdonában van. A 20. században további bővítések következtek: játszótér (1934), állatmenhely (1935, 1971). Az itt kialakított állatsimogató többek között páváknak, nyulaknak, tengerimalacoknak és kecskéknek ad otthont, egy nagy madárházban pedig többféle madárfaj él.
Az idők során a park a város legfontosabb zöldövezetévé vált, ahol pihenni és sportolni lehet, ugyanakkor sok állatnak és növénynek vált az élőhelyévé.
A Sempt partján Wilhelm von Diez festő és a parkalapítók szobra áll.
2010-ben a vasútállomás közelében levő telekkel bővült a park, ahol a játszótérre egy kelta körfalut és egy kelta tornyot építettek.
Erding számos sportlétesítménnyel rendelkezik. A városban több mint egy tucat kisebb-nagyobb futballpálya van. Az altenerdingi szabadidőközpontban található a Sempt Sportcsarnok és a Sepp Brenninger Stadion, melyben a berlini Olimpiai Stadionban látható kék futópályához hasonló található. Emellett labdarúgópályák, teniszpályák és egy 2010-ben kibővített gördeszkapark is a sportolók rendelkezésére áll.
Az észak-erdingi szabadidőközpont egy fürdésre és szörfözésre alkalmas tóval (Kronthaler-tó), strandröplabda-pályákkal, trambulinnal és egy minigolf-pályával rendelkezik.
A kletthami szabadidős létesítményben egy élőfüves futballpálya, egy streetball-pálya és egy, az alpesi régióra jellemző curlin-szerű ügyességi sport, a Stockschießen űzésére alkalmas játéktér is található.
Az Erdingi Sportközpont (Sportzentrum Erding) területén található az Erdingi Stadion (labdarúgó- és atlétikapályával) és egy nagy teniszközpont (10 szabadtéri és 3 fedett pályával, illetve egy taniszfallal). A központban egy olimpiai méretű szabadtéri és egy fedett úszómedence is működik. A műugró-medence 10 méter magas toronnyal és egy 276 m²-es medencével rendelkezik. A medencék mellett röplabdázásra, labdarúgásra és asztaliteniszezésre alkalmas pályák vannak. A fedett uszoda medencéje 25 m hosszú és ugródeszkával van felszerelve. Mindezek mellett több csúszdával ellátott gyermekmedence és szauna is várja a vendégeket.
Az Erdingi Jégcsarnok (Eissporthalle Erding) jégpályájának egy 30 x 60 méterer felülete van, mely profi nemzetközi jégkorong-mérkőzések rendezését is lehetővé teszi. A csarnok egy 2576 férőhelyes lelátóval is rendelkezik.
Langengeisling és Eichenkofen városrészekben is vannak sportpályák.
A város változatos programkínálatában fontos helyet foglal el az erdingi termálfürdő (Therme Erding), mely egész évben látványos környezettel és teljes körű szolgáltatásokkal várja a fürdőzőket.

### Rendezvények és szokások

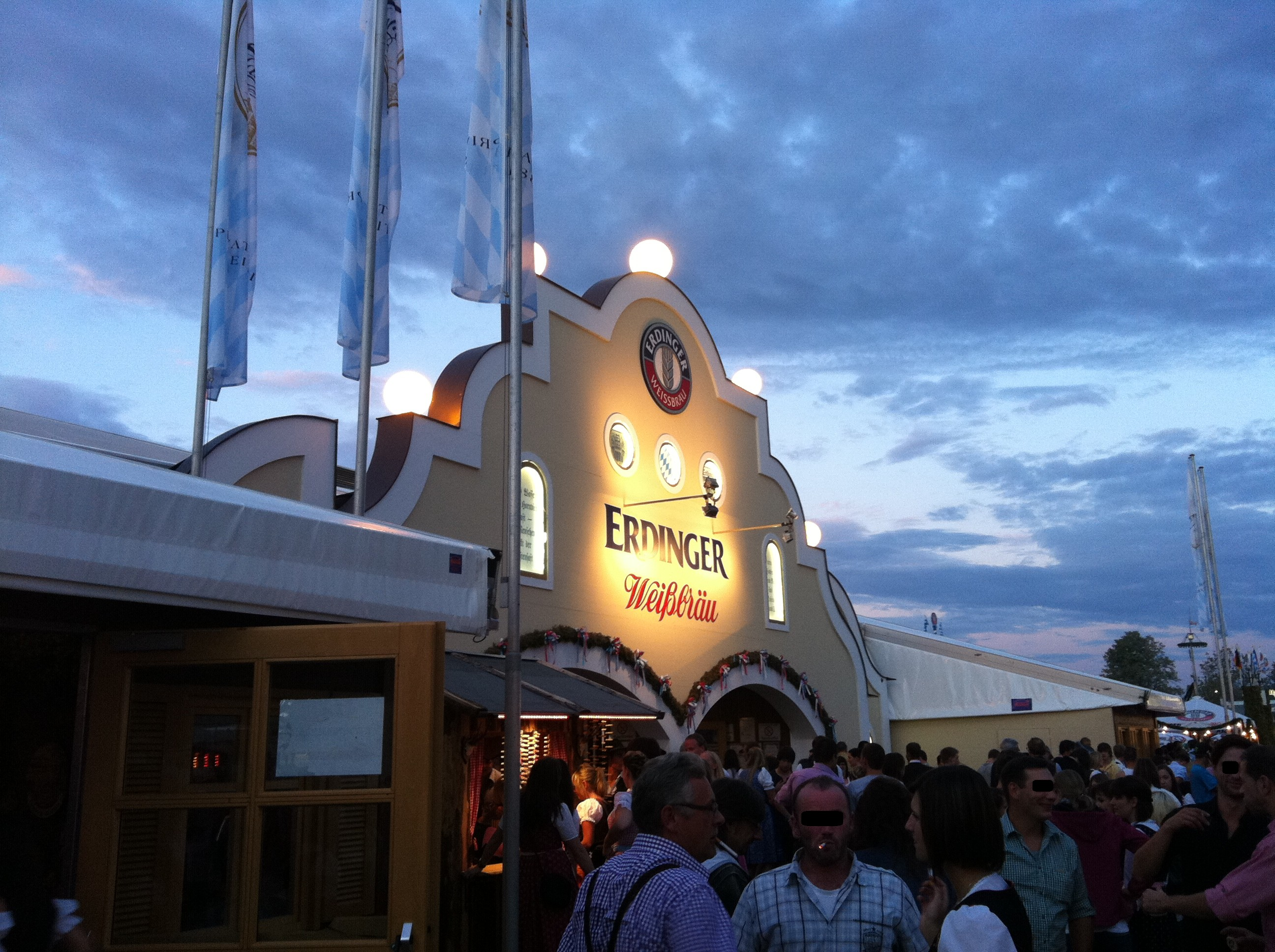
Sörsátor az Erdingi Őszi Ünnepen (Erdinger Herbstfest)

- Az erdingi farsangi mulatságok már január elején elkezdődnek, amikor a farsangi társaság („Narrhalla Erding”) estjén a városi csarnokban trónra emelik a hercegi párt.
- Farsang vasárnapján a farsangi társaság a Schrannenplatzon mutatja be programját.
- Húshagyó kedden az „erdingi lápi szellemek” (Ardinger Moosgeister) álarcokba és félelmet keltő kosztümökbe öltözve vonulnak végig a Lange Zeile-n.
- A Fischer Alapítvány Sörfőzdéjében (Fischer's Stiftungsbrauerei) készített erős sör (Starkbier) fogyasztása szerves része a környék böjti időszakának. A St. Prosper nevű sör fogyasztásával a böjtölők könnyebben kibírják húsvétig, ugyanis szárazanyag-tartalma 18,5%-os, alkoholtartalma pedig 5%-os.
- Májusfa-állítás – minden évben verseny zajlik az egyes városrészek között, hogy hol sikerül a legmagasabb és legdíszesebb májusfát felállítani.
- A díszes úrnapi körmeneten a résztvevők az óvároson át vonulnak. Ezen kívül Altenerdingben és Langengeislingben is tartanak körmeneteket.
- A Trisport Erding sportegyesület szervezésében évente megrendezésre kerül a városi triatlon-verseny, illetve a városi futóverseny, melyen minden korosztály képviseli magát. A sportesemény mellett kulturális programok is várják a résztvevőket és érdeklődőket.
- A nyáron megrendezett „Óvárosi Ünnepen” (Altstadtfest) az egész belváros egy kiterjedt sörkertté alakul, ahol különböző zenekarok szórakoztatják a közönséget.
- A tíznapos Sinnflut kulturális fesztivál évente több ezer érdeklődőt vonz a Volksfestplatzra.[23]
- Közvetlenül az Őszi Ünnep előtt a Volksfestplatz környékén tartják a hagyományos lóversenyt. A helyi lovas egyesület évente a rendezvény jellegéhez és légköréhez méltóan alakítja át a teret és az utcákat.
- Augusztus utolsó péntekén kezdődik a hagyományos Erdingi Őszi Ünnep (Erdinger Herbstfest). München és Rosenheim után az erdingi rendezvény Felső-Bajorország harmadik legnagyobb népünnepélye, melyet 1816 óta tartanak a helyiek, mivel az Oktoberfesten csak müncheni sörfőzdék vehetnek részt.[24][25]
- A fagy beálltával a Schrannenplatz-on jégpályát létesítenek, mely a korcsolyabarátok kedvelt találkozóhelyévé válik négy héten keresztül.
- Az adventi időszakban a Schrannenplatz és a Kleiner Platz ad otthont a karácsonyi vásárnak a Christkindlmarktnak.
- Sok erdingi család számára a várostoronyban fellépő fúvószenekar műsora jelenti a Szenteste kezdetét.
- Öt-hét évente (legutóbb 2009-ben) a helyi népi színjátszó társulat (Volksspielgruppe Altenerding) a belvárosban bemutatja az úgynevezett „Svéd színjátékot” (Schwedenspiele).

## Sport
A jól felszerelt létesítményekkel rendelkező városban számos sport közül lehet választani. A város első számú sportklubjának, a TSV Erding 1862-nek 20 szakosztálya van: asztalitenisz, atlétika, cselgáncs, gyorskorcsolya, jégkorong, karate, kard, kerékpár, kézilabda, labdarúgás, ökölvívás, öttusa, súlyemelés, röplabda, stockschießen, tánc, teke, tollaslabda, torna és úszás.
A város hírnevét öregbítik az évente megrendezett sportesemények is. Júniusban triatlon-versenyt, júliusban az óvárosban kerékpáros kritérium-versenyt, augusztusban pedig ügetőversenyt rendeznek a Erding területén.

## Híres személyek

### Díszpolgárok
Erding városa a következő személyeknek ajándékozott díszpolgári címet:
- 1895: Johann Baptist Cantler (1822–1919) Erding főbírája (1867–1895)[28]
- 1900: Theodor Ortner (1823–1919) Erding polgármestere (1881–1900)
- 1923: Martin Irl (1859–1953) tartományi és birodalmi tanácsos, a Weimari Nemzetgyűlés tagja, az Erdinger Volksbank alapítója
- 1933: Friedrich Herbig (1858–1936) Erding polgármestere (1906–1929)
- 1960: Andreas Deißböck (1895–1967) a városi kórház főorvosa (1945–1960)
- 1960: Max Lehmer (1885–1964) Erding polgármestere (1930–1933 és 1945-1946)
- 1966: Hans Schmidmayer (1889–1967) Erding polgármestere (1948–1966)

Felterjesztés éve ismeretlen
- Hiasl Maier-Erding (1894–1933) a Chiemsee festője
- Thomas Wimmer (1887–1964) SPD-s politikus, München főpolgármester 1948–1960 között. (Siglfingben született, mely ma a város része.)

### Híres erdingiek
- Martin Prenninger (más néven:Martinus Uranius) (1450–1501) 15. századi humanista jogtudós
- Hans Kogler (1642–1702) építész, városi kőművesmester
- Anton Kogler (0–1729) Hans Kogler fia, építész, városi kőművesmester
- Korbinian von Prielmair (1643–1707) befolyásos államférfi II. Miksa Emánuel bajor választófejedelem idején
- Maria Adelheid Theresa, Rivera grófnője (1674–1725) az 1710-ben épített Rivera-Palais tulajdonosa. 1723-ban megalapította az első erdingi árvaházat.
- Friedrich Fischer (1827–1890) és Katharina (szül. Wochinger) Fischer sörgyártulajdonosok, postamesterek, jótékonysági szervezet alapítói (Fischer's Wohltätigkeitsstiftung in Erding). Emlékezetükre tartják évente a „Fischerék Vidám Napja” (Fischer's Fröhliche Tag) nevű rendezvényt.
- Alois Roßmayr (1829–1909) fényképész, 1904-ben árvaházat és menhelyet alapított (Roßmayr’sche Waisenhaus- und Kinderasylstiftung)
- Martin Irl (1859–1953) tartományi és birodalmi tanácsos, az Erdinger Volksbank alapítója, díszpolgár, képzőművész
- Hans Dachs (1886-1966) történész
- Elisabeth Bamberger (1890–1984) közgazdász, szociális munkás
- Hiasl Maier (1894–1933) a Chiemsee festője és portréfestő
- Franz Xaver Stahl (1901–1977) impresszionista festő
- Magda Bittner-Simmet (1916–2008) expresszionista festőnő
- Hans Zehetmair (1936–) tanácsos, bajor államminiszter (1986-2002), helyettes miniszterelnök, a város aranymedállal kitüntetett szülötte
- Werner Brombach (1939–) vállalkozó, a világ legnagyobb búzasör-üzemének, Erdinger Weißbräu-nak a tulajdonosa, a város aranymedállal kitüntetett szülötte
- Volker Press (1939–1993) történész
- Dieter Brenninger (1944–) labdarúgó
- Gerhard Staguhn (1952–) író
- Albert Sigl (1953–) író, helytörténész
- Andreas Dörhöfer (1963–) kézilabdázó
- Philipp Bönig (1980–) labdarúgó
- Sebastian Bönig (1981–) labdarúgó
- Sebastian Schwarz (1986–) jégkorongozó
- Felix Schütz (1987–) jégkorongozó
- Sara Nuru (1989–) fotómodell, a Germany’s Next Topmodel negyedik évadjának győztese
- Sebastian Busch (1992–) jégkorongozó
- Vitus Eicher (1990–) labdarúgókapus

## Galéria
- A Sempt egyik ága a városban
- A városi park
- A Fehlbach vize
- Villa 1895-ből
- „Fogadó a Postához”
- 16. századi épület
- Mária-szobor (16-17. század)
- Widnmann-palota
- Kápolna Siglfingben (1900)

## Fordítás
- Ez a szócikk részben vagy egészben  az   Erding című német Wikipédia-szócikk ezen változatának fordításán alapul.  Az eredeti cikk szerkesztőit annak laptörténete sorolja fel. Ez a jelzés csupán a megfogalmazás eredetét és a szerzői jogokat jelzi, nem szolgál a cikkben szereplő információk forrásmegjelöléseként.